# Bete-bendi
El bete-bendi és una llengua del sud-est de Nigèria, de l'estat de Cross River. Es parla a les LGAs d'Obudu i d'Obanliku.
El bete-bendi és una llengua de la família lingüística de les llengües bendi, que formen part de les llengües del riu Cross. Les altres llengües que formen part de la seva família lingüística són l'alege, el bekwarra, el bokyi, l'ubang, l'ukpe-bayobiri i l'utugwang-irungene-afrike, totes elles de Nigèria.

## Ús
L'ethnologue qualifica que el bete-bendi és una llengua en desenvolupament (5). Té un ús vigorós i està estandarditzada i sense problemes. És utilitzat per gent de totes les edats i els seus parlants també parlen pidgin i anglès. És una llengua literària i s'escriu en alfabet llatí des del 2007. L'ús del bete-bendi està augmentant.

## Dialectologia
El bendi i el bete són dos dialectes del bete-bendi que són intel·ligibles. El 62% del se lèxic és similar.

## Població i religió
El 89% dels 130.000 parlants de bete-bendi són cristians. D'aquests, el 75% pertanyen a esglésies protestants i el 25% a esglésies cristianes independents. L'11% restant professa religions tradicionals africanes.